# Асаубай (озеро)
Асаубай - крупнейшее озеро дельты реки Или. В озеро впадает протока Жидели, часть стока протоки Уш-Калмак, и протока Кустастая. Из озера вытекает протока "Взорванная", протока Сологубка и протока Шубар-Кунан с расходом воды 30-40 м3/с. Протока Шубар-Кунан, протекая через озеро Шубар-Кунан, самостоятельно впадает в озеро Балхаш.

## Гидрография
Озеро Асаубай относится к дельтовому типу озер и питается за счет речных вод с которыми находится в постоянной близости. Также озеро Асаубай находясь в нижней части дельты имеет взаимосвязь с водами озера Балхаш и является проточным. 
Распределение стока и угодий в дельте реки Или постоянно изменяется в зависимости от динамики русловой сети дельты, многолетних колебаний водности реки Или и уровня Балхаша. В настоящее время, система реки Или и Топара находятся в стадии отмирания, а система Жидели - в стадии образования единого русла. В целом в дельте имеет место переход от озерной к русловой фазе, что должно привести в ближайшие годы к сокращению размеров потерь стока реки Или на суммарное испарение.

## Ледяной покров
После образования ледяного покрова толщина льда начинает резко возрастать. Толщина ледяного покрова зависит от суровости зимы и высоты снежного покрова. Снег на поверхности льда залегает неравномерно, мощность его нередко изменяется по акватории от 0 до 35 см. Значительная часть снега сдувается ветром. Наибольшая высота снега отмечается в местах, защищенных от ветра. У берега она значительно больше, чем в открытой области.
В начале марта, еще до наступления устойчивых положительных температур воздуха, лед начинает подтаивать снизу и менять свою структуру в связи с увеличением притока тепла солнечной радиации. Во второй половине марта отмечается потемнение льда, затем появление трещин, через которые выступает вода, подвижка льда, образование закраин, полыней, разводьев. Большое число полыней и промоин образуется в основном около и в близи устьев рек.
Процесс вскрытия носит сложный характер и занимает продолжительное время. Вскрытие происходит неодновременно по акватории, а в том же порядке, что и замерзание. Средние сроки вскрытия приходятся на 8-17/IV..